# Precheza
PRECHEZA a.s. (zkratka z Přerovské chemické závody) je podnik chemického průmyslu, který sídlí v městě Přerov.
Firma je součástí holdingu Agrofert, který ovládá podnikatel Andrej Babiš. Hlavními produkty firmy je titanová běloba, železité pigmenty, kyselina sírová a sádrovec (síran vápenatý). Původně se podnik jmenoval „První moravská rolnická továrna akciová na soustředěná hnojiva a lučebniny v Přerově“, vznikl roku 1894 a byl zaměřen na výrobu hnojiv (superfosfát). Dále byl vyráběn fluorokřemičitan sodný a kostní moučka.
V roce 1921 byla uvedena do provozu bateriová extrakce olejnatých semen pro výrobu lněného oleje. V roce 1926 navazuje výroba fermeží a lakových olejů. V roce 1949 je ukončena výroba olejů a fermeží.
V roce 1968 zde byla zahájena výroba anorganických pigmentů – titanové běloby a železité červeně. Výroba titanové běloby je založena na sulfátové technologii. Od roku 1980 je dodáván průmyslový sádrovec PRESTAB, který vzniká neutralizací kyselých odpadních vod pomocí hydroxidu vápenatého. Tento produkt nalézá uplatnění hlavně při výrobě cementu. V roce 1990 je zahájena výroba koagulátu PREFLOC na bází síranu železitého. V roce 1993 byla ukončena výroba hnojiv. V roce 1994 je převedena výroba PREFLOCU do dceřiné společnosti KEMIFLOC (společný podnik firmy PRECHEZA a skandinávské nadnárodní společností KEMIRA).
V roce 1995 je uvedena do provozu neutralizace kyselých odpadních vod uhličitanem vápenatým. Produktem neutralizace je vysoce čistý bílý sádrovec, který je nabízený pod názvem PREGIPS. V roce 1997 byl celý areál podniku zasažen povodní, která měla za následek odstavení výroby na více než jeden měsíc. V roce 2009 byla vyrobena milióntá tuna titanové běloby.